# One Manhattan Square
One Manhattan Square (auch bekannt unter den Adressen 252 South Street und 227 Cherry Street) ist ein Wolkenkratzer in Manhattan in New York City, USA.

## Beschreibung
Das Wohnhochhaus befindet sich in Lower Manhattan im Stadtteil Lower East Side und steht direkt neben der Manhattan Bridge am East River. Begrenzende Straßen sind die Cherry Street im Norden, die South Street und der FDR Drive im Süden sowie der Pike Slip im Westen.
Anfang 2013 wurden erstmals Pläne des Projekts der Öffentlichkeit vorgestellt. Entwickelt wurde das Projekt von der Extell Development Corporation, das unter anderem das One57 fertigstellte und die 217 West 57th Street erbaute. Zunächst sollte One Manhattan Square eine Höhe von 213 Meter erreichen sowie 56 Etagen besitzen und wäre damit genauso hoch wie der 1909 errichtete Metropolitan Life Tower gewesen. Mitte Juni 2013 gab man schließlich bekannt, dass der Turm 80 Stockwerke erhält und 258,2 Meter (847 Fuß) hoch wird. Insgesamt wurden 815 Wohnungen errichtet. Neben dem Hauptturm entstand ein kleineres Hochhaus mit 13 Etagen, das über 205 Wohnungen verfügt und dessen Adresse 227 Cherry Street lautet. Der Wolkenkratzer steht in einer Gegend, in der sich nur wenige Hochhäuser befinden.
Anfang März 2015 begannen offiziell die Bauarbeiten, als erstmals Bewehrungsstäbe in den Boden gesetzt wurden. Im September 2017 erreichte das Gebäude seine endgültige Höhe. Im August 2019 wurden die Bauarbeiten abgeschlossen und das Gebäude eröffnet.

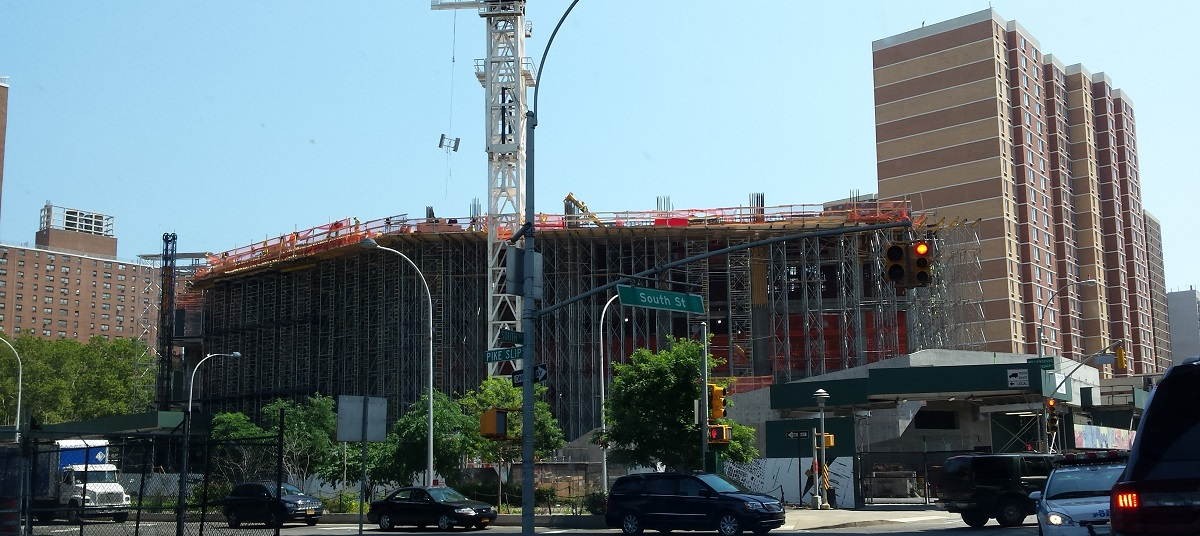
Bauphase Ende Juni 2016
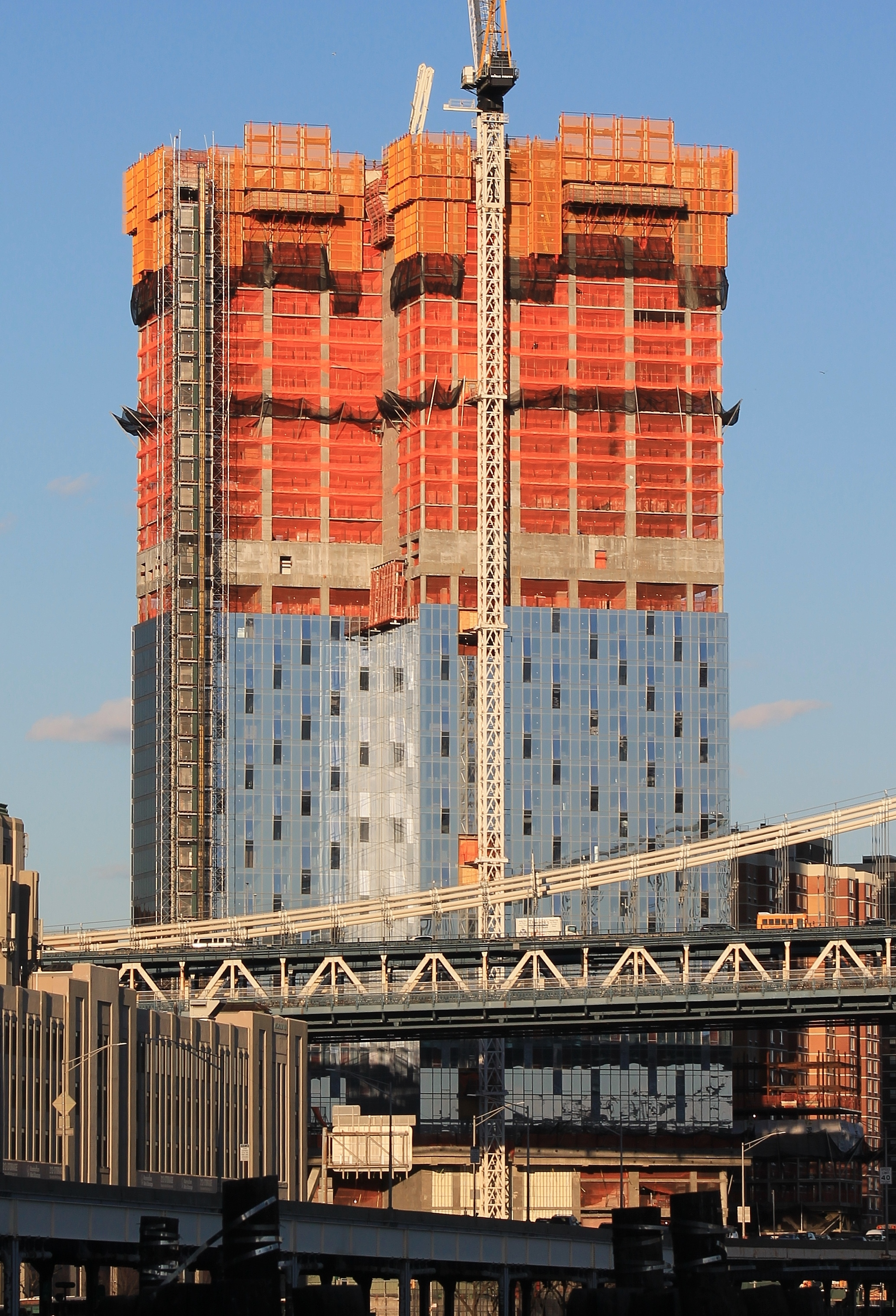
Baufortschritt am 17. März 2017
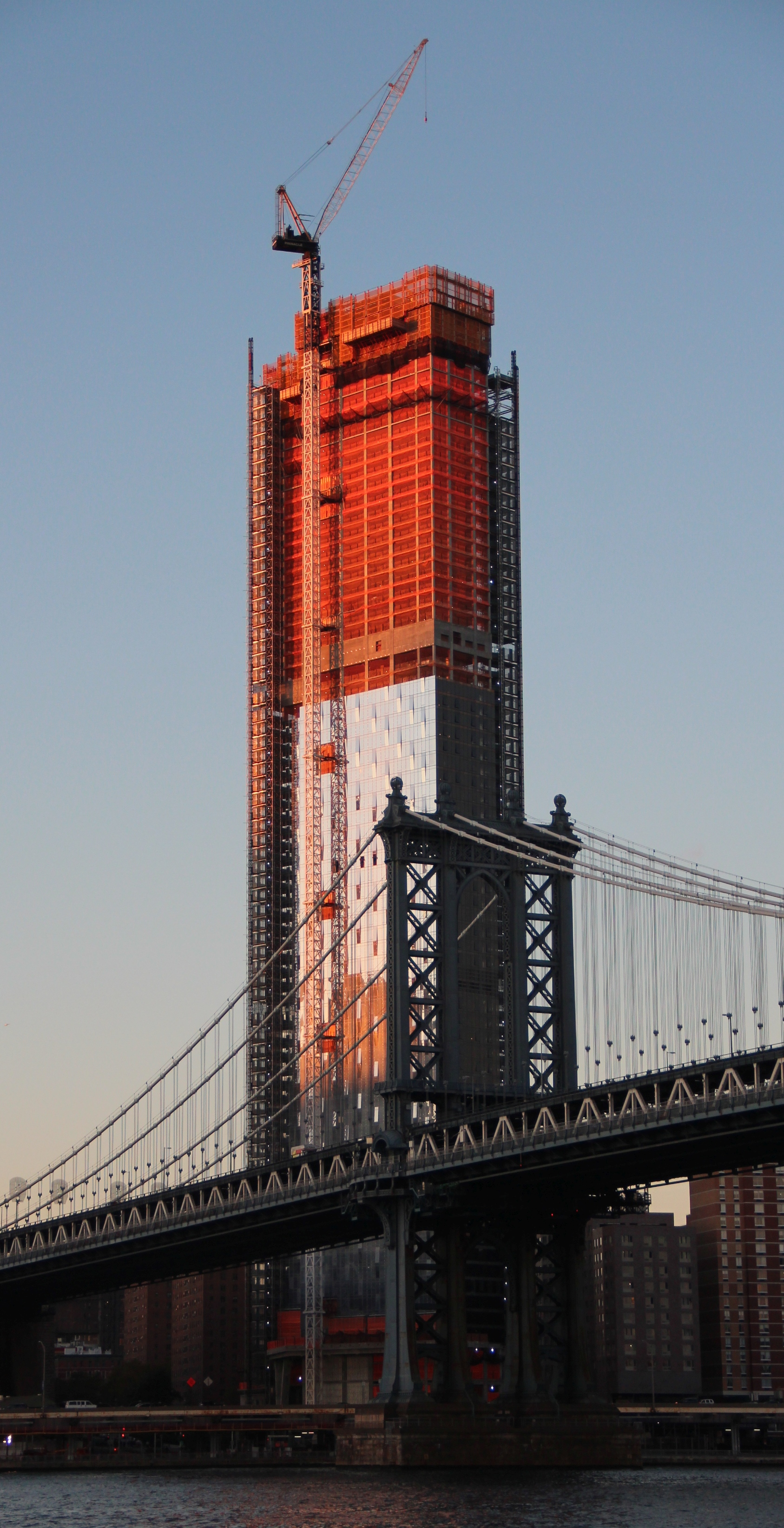
Baufortschritt am 29. September 2017
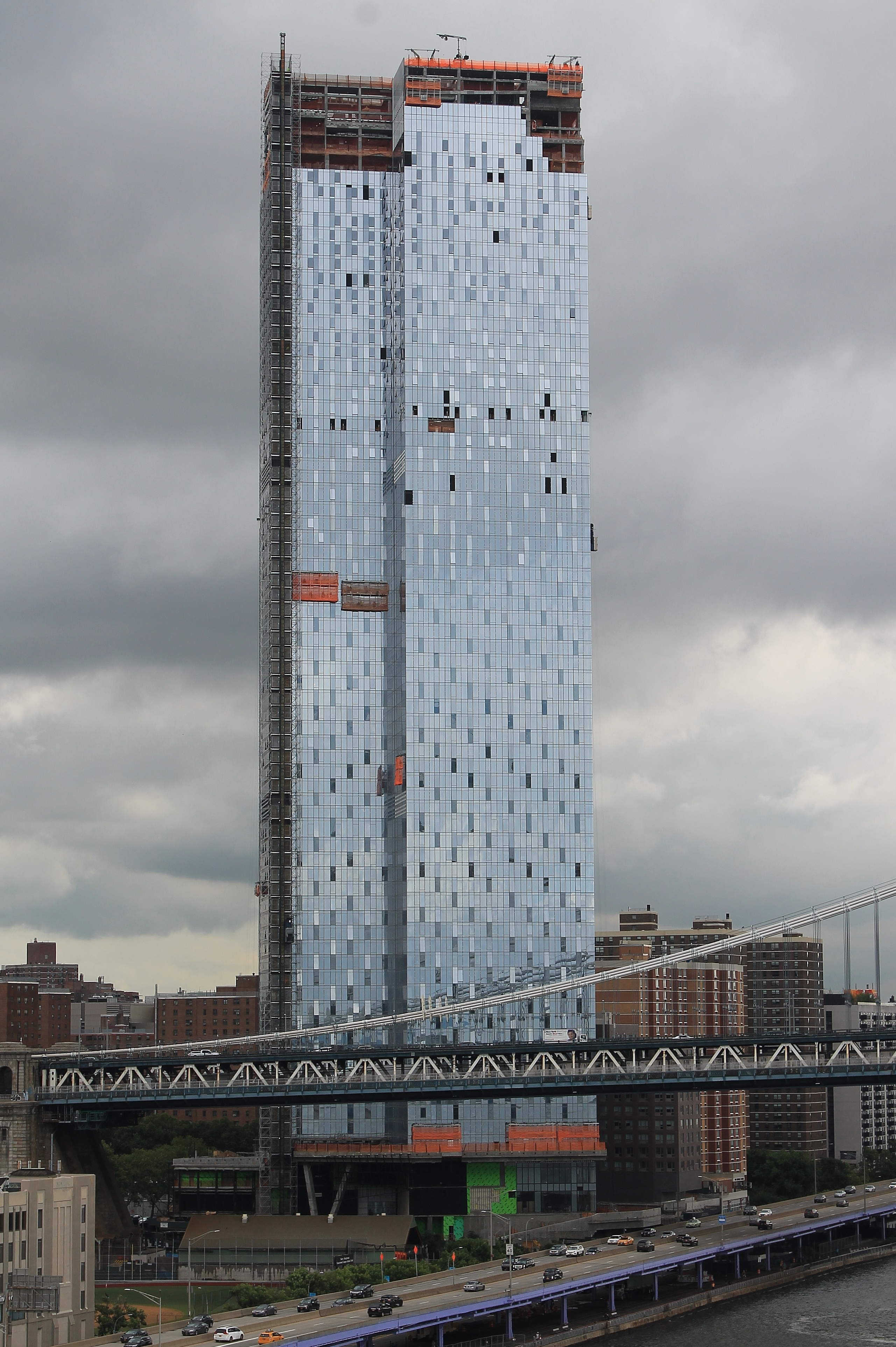
Der Wohnturm am 26. Juli 2018
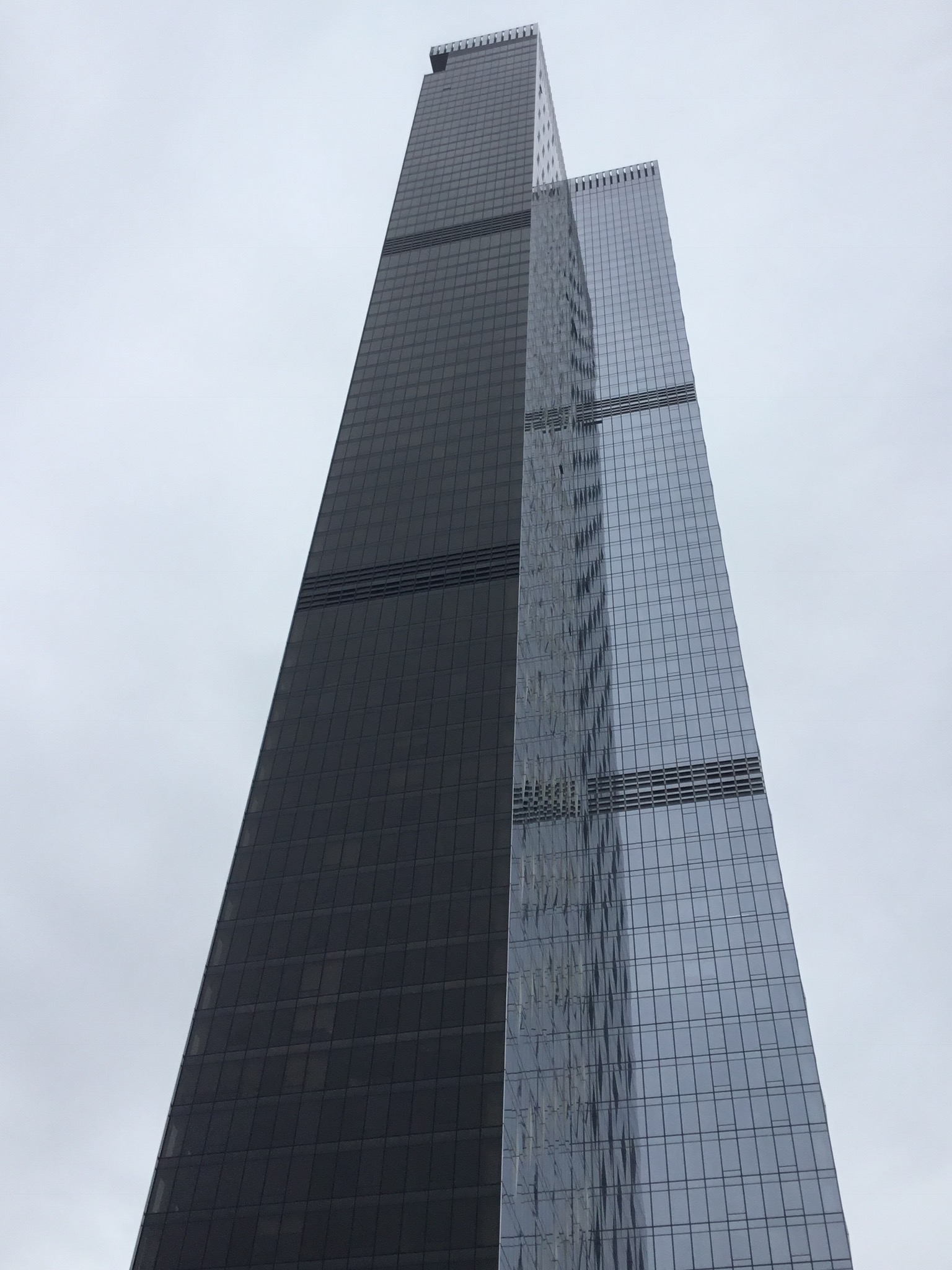
Vertikaler Blick auf die Fassade im Januar 2023
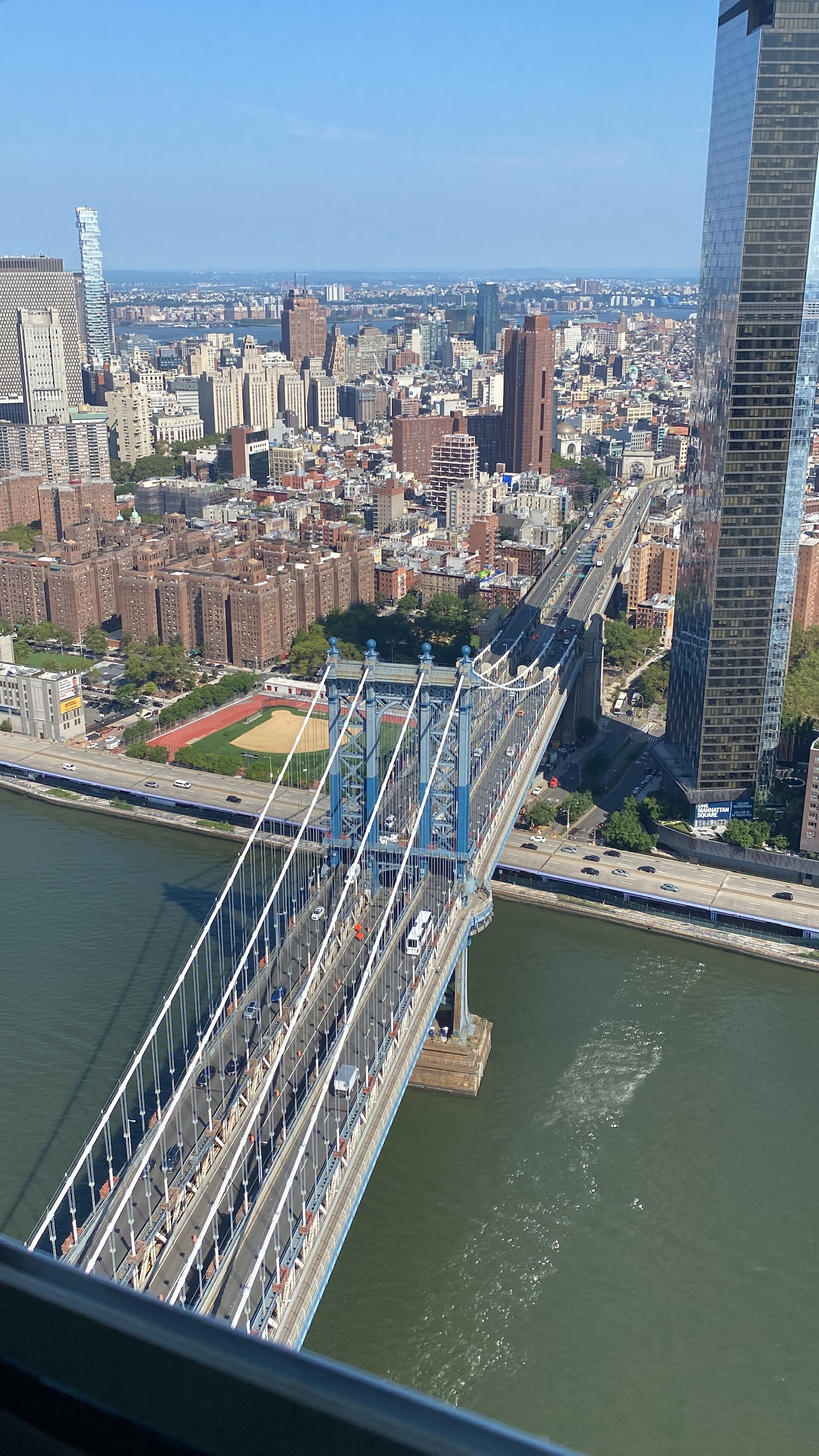
Angeschnitten neben Manhattan Bridge auf Luftbild im August 2023
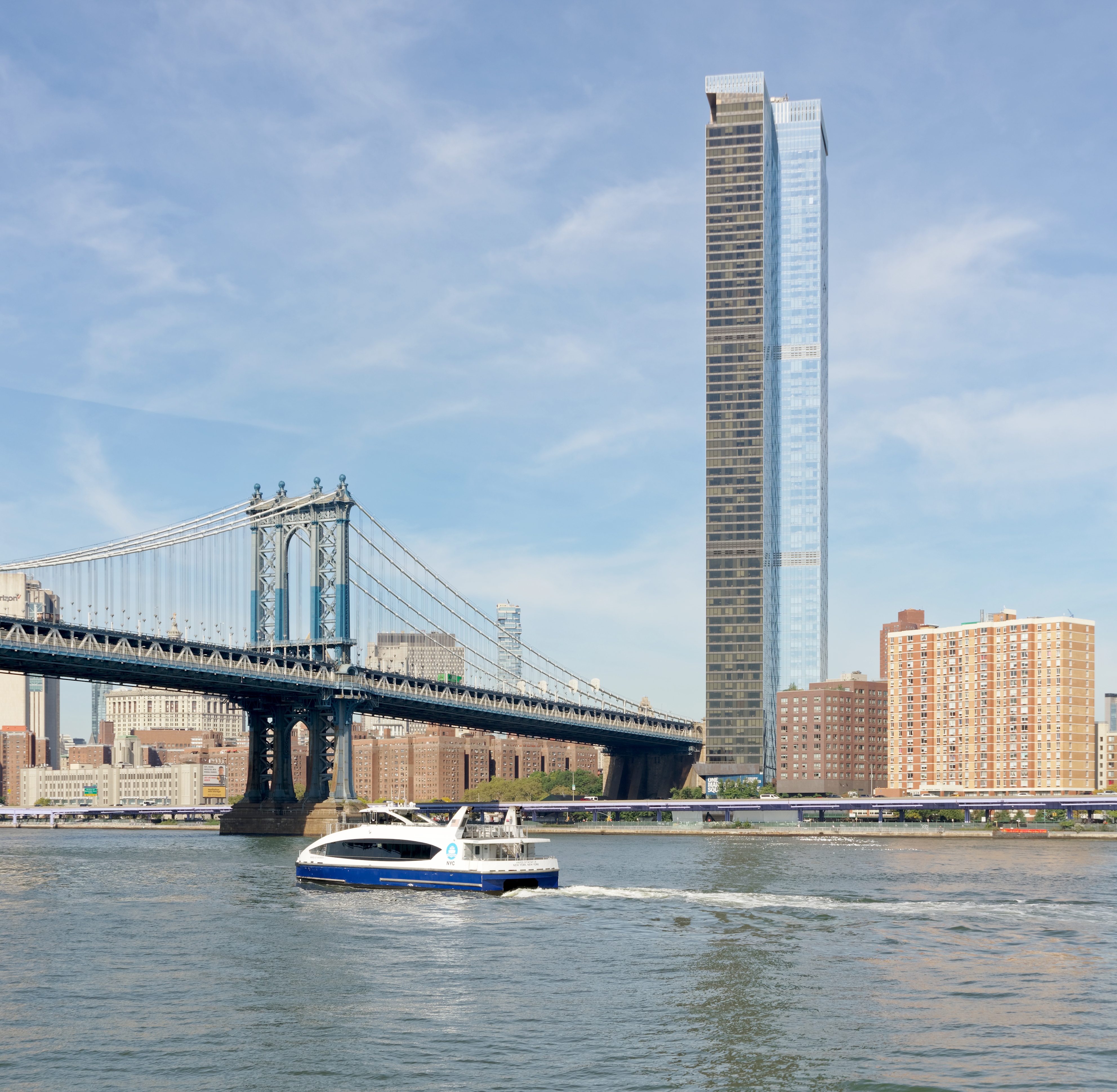
Blick auf die schmale Seite am 5. Oktober 2023